# Bumper Tormohlen
 (janvier 2019).
Si vous disposez d'ouvrages ou d'articles de référence ou si vous connaissez des sites web de qualité traitant du thème abordé ici, merci de compléter l'article en donnant les références utiles à sa vérifiabilité et en les liant à la section « Notes et références ».
Eugene Franklin Tormohlen dit Bumper Tormohlen, né le 12 mai 1937 à Holland en Indiana et mort le 27 décembre 2018 à Spring Hill dans le Tennessee, est un joueur et entraîneur américain de basket-ball. Il évolue aux postes d'ailier fort et de pivot.

## Biographie
Bumper Tormohlen est né le 12 mai 1937 à Holland en Indiana.
Il est recruté pour évoluer avec les Volunteers à l'Université du Tennessee par Emmett Lowery, ancienne star de Purdue. Pendant son séjour à Knoxville, il fait partie du cinq majeur pendant trois saisons, établissant le record de rebond de carrière du Tennessee avec 1 113 rebonds, soit un taux de 16,9 rebonds par matchs. Deux fois nommé All-SEC, membre de l'équipe type de la Southeastern Conference (SEC), il a été nommé dans l'équipe All-America de Converse et a été reconnu par de nombreux fans de Vols en tant que « président du conseil d'administration ».[réf. nécessaire]
Après sa brillante carrière universitaire à l’université du Tennessee, Bumper Tormohlen est choisi avec le cinquième choix lors du deuxième tour de la draft 1959 de la NBA par les Nationals de Syracuse. Cependant, il dispute ses premières années en tant que professionnel en NIBL (National Industrial Basketball League) avec les Pipers de Cleveland avant d’être échangées avec les Steers de Kansas City dans la American Basketball League (1961-1963) (en) naissante. Après deux saisons dans cette ligue, il rejoint la NBA pour évoluer à partir de la saison 1962-1963 avec les Hawks de Saint-Louis, franchise qui déménage à Atlanta en 1968 et prend le nom de Hawks d'Atlanta. Toute sa carrière dans la NBA s'est déroulé au sein des Hawks. Il s'est retiré du jeu en 1970.
Plus tard, Bumper Tormohlen est devenu entraîneur adjoint des Hawks et a été entraîneur par intérim à la fin de la saison 1975-1976, où il succède à Cotton Fitzsimmons. La saison suivante, la franchise engage Hubie Brown pour occuper le tôle d’entraîneur en chef.
Il est mort le 27 décembre 2018 à Spring Hill dans le Tennessee.

## Palmarès
- Champion de l'American Basketball League (1961-1963) (en) en 1963.